# Aga Khan

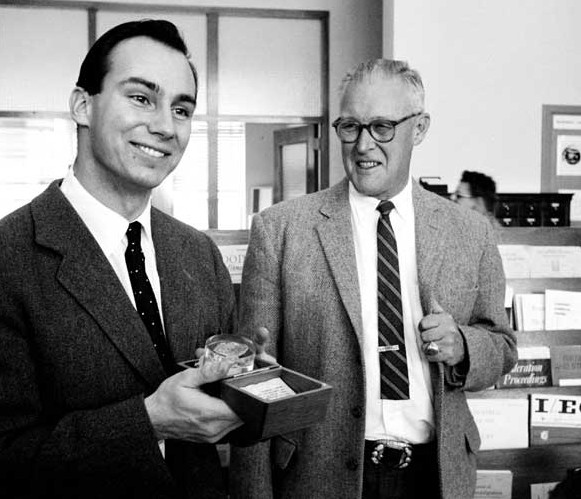
Aga Khan IV ontvangt in 1959 tijdens een bezoek aan Los Alamos een stukje trinitiet van de eerste atoombom

Aga Khan (Perzisch:  آقا خان ) is de eretitel van de godsdienstige leider en imam van de Nizari-tak van het Ismaïlisme.
De titel werd voor het eerst verleend in 1818 door de sjah van Perzië, Sjah Fath'Ali Kadjar aan zijn schoonzoon Hasan Ali Sjah (1804-1881), de 46e Isma'ili-imam. Na de gewelddadige dood van zijn vader zochten de nieuwe imam en zijn moeder steun bij het Perzische hof. De sjah liet de moordenaars van zijn vader executeren, schonk Hasan Ali Sjah de titel Aga Khan (dat ongeveer 'Grote Heerser' betekent) en gaf hem zijn dochter Sarv-i Jahan Khanum ten huwelijk. Ten slotte benoemde hij hem tot gouverneur van de provincie Qom. De Aga Khan liet een indrukwekkend kasteel bouwen ten zuiden van Mahallat (Mahallat-e Pain).
Kort na het overlijden van Fath'Ali werd de eerste Aga Khan als de bestuurder van de provincie Kirman aangesteld. In 1839 vertrok Hasan Ali Sjah naar India, waar hij de Britten steunde tijdens de Eerste Brits-Afghaanse Oorlog (1839-1842). Hij werd door zijn oudste zoon Ali Sjah, Aga Khan II opgevolgd, die in 1885 stierf. Daarna volgden nog drie Aga Khans, namelijk prins Sultan Mohammed (Aga Khan III) (1877-1957), de 48e imam (1885-1957) prins Karim El Hoesseni (1936-2025), de 49e imam van de Ismaili's (sinds 1957) en sinds 2025 Rahim al-Hussaini Aga Khan (Aga Khan V), de 49e imam (1971).
1. ↑  Rahim Al-Hussaini is named the new Aga Khan, spiritual leader of Ismaili Muslims www.apnews.com